# Welcome (Texas)
Welcome è una comunità non incorporata degli Stati Uniti d'America, situata nella contea di Austin dello Stato del Texas. Secondo il censimento effettuato nel 2000 abitavano nella comunità 150 persone.

## Geografia
Welcome è situata a 30°01′40″N 96°29′21″W, 2 miglia (6,8 km) a nord di Industry e 0,8 miglia (1,3 km) a sud della Farm to Market Road 2502 (con cui è possibile raggiungere Bleiblerville, situata a sud-est). La Chiesa luterana della comunità si trova sulla FM 109 a circa 0,3 miglia (0,5 km) a nord-est della FM 2502.